# Carpomya schineri
Carpomya schineri är en tvåvingeart som först beskrevs av Friedrich Hermann Loew 1856.  Carpomya schineri ingår i släktet Carpomya och familjen borrflugor. Inga underarter finns listade.